# Коллон, Жерар
Жера́р Колло́н (фр. Gérard Collomb; 20 июня 1947[…], Шалон-сюр-Сон, Сона и Луара — 25 ноября 2023[…], Pierre-Bénite, Рона) — французский политик, член Французской социалистической партии, мэр Лиона (2001—2017, 2018—2020).
Президент Лионской метрополии с 2001 года (до 2014 год должность называлась «президент Большого Лиона»), сенатор (2000−2017), министр внутренних дел (2017—2018).

## Биография

### Происхождение и начало политической деятельности
Жерар Коллон родился в семье рабочего-металлурга и домработницы — уроженцев лионского региона. Окончив Лионский университет, он становится в 1970 году преподавателем классической литературы, преподаёт в нескольких лионских лицеях. С конца 1960 годов участвует в воссоздании Французской социалистической партии в департаменте Рона. Он становится членом муниципального совета Лиона в 1977 году. В 1981 году, в возрасте 34 лет избирается депутатом Национального собрания.
Он становится ответственным в Социалистической партии за связи с другими политическими движениями и профсоюзами, затем — с развивающимися странами. С 1986 года — национальный секретарь. Будучи лидером оппозиции в муниципальном совете, именно он возглавляет оппозицию избранному в 1989 году мэром Лиона Мишелю Нуару. Жерар Коллон участвует в создании Фонда Жана Жореса и становится его генеральным секретарём с момента его создания в 1992 году. Член Социального и экономического совета Франции и региональный советник региона Рона — Альпы (с 1992 по 1999 год).
Не скрывает своей принадлежности с 1989 года к масонскому послушанию Великий восток Франции.

### Мэр Лиона и президент Большого Лиона
На муниципальных выборах 1995 года Жеррар Коллон выступил инициатором объединения левых сил, что им помогло побелить в трёх округах Лиона. Сам Коллон становится мэром Девятого округа и входит в совет Большого Лиона, возглавляемый Раймоном Барром. В 2000 году Коллон избирается в Сенат от департамента Рона.
11 марта 2001 года побеждает на выборах мэра Лиона, опережая своих конкурентов Шарля Мийона и Жана-Мишеля Дюбернара, а 25 марта того же года избирается президентом Большого Лиона.
В 2004 году повторно избирается в Сенат. В июне 2005 года становится президентом организации «Объединённые города и местные власти» — главного международного органа городов и городов-побратимов. С октября 2006 года возглавляет также Комиссию по европейским и международным делам Ассоциации мэров крупных городов Франции. С ноября 2006 по ноябрь 2008 года председательствует в организации Eurocities, объединяющей 130 крупнейших европейских городов.
На праймериз Социалистической партии перед Президентскими выборами 2007 года первоначально поддерживает Доминика Стросс-Кана, а затем — Сеголен Руаяль, которая и стала официальным кандидатом от партии.
9 марта 2008 года на следующих муниципальных выборах Социалистическая партия выигрывает в Лионе выборы уже 6 мэров округов из 9, а сам Жерар Коллон побеждает кандидата от партии Союз за народное движение, бывшего министра Доминика Пербена, оставив последнему лишь 30 % голосов.
На праймериз Социалистической партии перед президентскими выборами 2012 года он публикует программное политическое эссе «Если бы Франция проснулась…». Однако, не встретив поддержки, Коллон начинает поддерживать, как и на праймериз перед предыдущими президентскими выборами, Доминика Стросс-Кана, а затем выступает в поддержку кандидатуры Франсуа Олланда, и становится членом его избирательного штаба по связям с коммерческими компаниями и большими городами.
Несмотря на общий провал Социалистической партии на местных и муниципальных выборах 30 марта 2014 года, Жерар Коллон не просто вновь побеждает на выборах мэра Лиона, но и обгоняет своего основного соперника от партии Союз за народное движение Мишеля Авара примерно на 16 процентных пунктов, что становится наибольшей победой социалистов на этих выборах.
16 апреля 2014 года Жерар Коллон переизбран в первом туре на должность президента Большого Лиона, получив 98 голосов против 58 у своего соперника от Союза за народное движение Франсуа-Ноэля Бюффе.

### Министр внутренних дел
17 мая 2017 года Жерар Колон был назначен государственным министром и министром внутренних дел Франции в кабинете Эдуара Филиппа.
1 октября 2018 года, ввиду намерения вернуться на пост мэра Лиона в 2020 году, подал заявление об отставке, но президент Макрон отказался её принять. В ночь со 2 на 3 октября 2018 года глава государства изменил первоначальное решение, и утром премьер-министр Филипп официально приступил к исполнению обязанностей министра внутренних дел своего правительства.
Лидер социалистов Оливье Фор заявил журналистам, что его партия рассматривает Коллона как соперника и выставит против него в Лионе своего кандидата.

### Возвращение в Лион
5 ноября 2018 года 41 из 59 принявших участие в голосовании депутатов муниципального совета Лиона (из общего количества 73) проголосовали за избрание Коллона мэром ввиду досрочной отставки Жоржа Кепенекяна.
15 марта 2020 года в первом туре муниципальных выборов в Лионе сенсационную победу одержала экологическая партия Европа Экология Зелёные (ЕЭЗ), при этом в своём традиционном 9-м округе Лиона лично Коллон проиграл, заручившись поддержкой лишь 22,36 % избирателей, а победила с результатом 30,35 % 28-летняя Камилла Оже (Camille Augey).
В мае Коллон, признав безнадёжность дальнейшей борьбы, снял свою кандидатуру со второго тура выборов, отложенного из-за эпидемии COVID-19, и неожиданно уступил место во главе списка сенатору—республиканцу Франсуа-Ноэлю Бюффе, но 28 июня во втором туре голосования победа вновь досталась ЕЭЗ.
Скончался 25 ноября 2023 года в Лионе от рака желудка.

## Занимаемые политические должности
- Депутат департамента Рона (1981—1988)
- Муниципальный советник Лиона (1977), мэр 9-го округа Лиона (1995)
- Член Социального и экономического совета Франции (1989—1994)
- Региональный советник региона Рона — Альпы (1992—1999)
- Сенатор от департамента Рона (избран в 1999, переизбран в 2004 и 2014)
- Мэр Лиона (избран в 2001, переизбран в 2008 и 2014)
- Вице-президент, затем — президент (2001—2014) Большого Лиона
- Президент Лионской метрополии (с 1 января 2015 в связи с преобразованием Большого Лиона в Лионскую метрополию)

Жерар Коллон — противник запрета на совмещение должностей, но воздерживается от голосований в Сенате.

## Награды
- Офицер ордена Почётного легиона (31 декабря 2021 года)[27].
- Офицер Национального ордена Квебека (2 марта 2015 года, Квебек, Канада)[28].
- Орден Восходящего солнца 2 класса (2019 год, Япония)[29].
- Орден Почёта (6 марта 2017 года, Армения) — за значительный вклад в укрепление и развитие армяно-французских дружественных отношений[30].

### Публикации о Жераре Коллоне
- Gay Jacob Vial. Gérard Collomb, Maire de Lyon. Éd. lyonnaises d’art et d’histoire, 2001. ISBN 2-84147-111-X.

### Публикации Жерара Коллона
- Gérard Collomb. Et si la France s'éveillait. Paris, Éd. Plon (Tribune libre), 2001. ISBN 978-2-259-21423-0.